# Veckans affärer (musikalbum)
Veckans affärer är ett musikalbum av John Holm som lanserades 1976 på skivbolaget Metronome. All text och musik av John Holm, förutom Memoria av Thommie Fransson.  Det skulle sedan dröja 12 år innan Holm spelade in ett nytt album.

## Låtlista
Sida 1
1. "Veckans affärer"
2. "Du e en stor grabb nu"
3. "Man har blitt smått blasé"
4. "Främmande natt"

Sida 2
1. "De e vårt liv"
2. "Vid ett fönsterbord mot parken"
3. "Tidens piska"
4. "Memoria"

## Medverkande
- John Holm - sång & akustisk gitarr
- Arne Arvidson - elgitarr
- Thommie Fransson - akustisk gitarr & elgitarr
- Mike Watson - elbas & elgitarr
- Peter Sundell - trummor
- Anders Berglund - orgel & stråkmaskin
- Rutger Gunnarsson - elbas
- Robert Liljegren Jegenstam - elbas (1:3)
- Malando Gassama - percussion (1:4)
- Ola Brunkert - trummor (1:4)
- Lasse Wellander - elgitarr (2:1)
- Lars Carlsson - saxofon (2:1)
- Marie Bergman - kör & sång (1:4)
- Per-Erik Hallin - piano (2:4)
- Hans Mathisson - orgel (2:4)
- Roger Palm - trummor (2:4)
- Birgitta Forsberg - sång (2:4)
- Anders Burman - handklapp (1:2)

## Listplaceringar
- Topplistan, Sverige: #27[1]